# 베를린 오라니엔부르거 슈트라세역
베를린 오라니엔부르거 슈트라세역(Bahnhof Berlin Oranienburger Straße)역은 베를린 미테구 미테에 있는 베를린 남북 S반선의 철도역이다.

## 위치와 시설
투홀스키슈트라세(Tucholskystraße)와 오라니엔부르거 슈트라세(Oranienburger Straße)가 만나는 지점에 역이 위치해 있다. 원래의 출입구는 오라니엔부르거 슈트라세 도로 양쪽으로 개설되어 있으며, 출입구 가운데에는 원형 S반 표지판이 부착되어 있다. 해당 표지판은 남북 S반선 건설 당시에 도입되었다. 각각 출입구는 중간층을 거쳐서 승강장으로 이어진다. 중간층에는 여러 역무용 공간이 설치되어 있다. 역 북쪽으로 투홀스키슈트라세 방면 추가 출입구 및 엘리베이터가 추가로 건설되었다.
섬식 승강장이 설치되어 있으며 중앙 기둥 1열로 지지되어 있다. 중앙 기둥은 주황색으로 마감되어 있으며, 역사 외벽은 노란색 타일로 마감되어 있다. 역명판은 타넨베르크 글꼴을 사용한다. 역사 설계는 리하르트 브라데만(Richard Brademann)이 담당했으며, 베를린의 건축유산으로 지정되어 있다.

## 역사
역 건설은 1934년부터 1936년까지 진행되었고 1936년 7월 27일 슈테틴역-운터 덴 린덴역 구간 개통 당시에 완공되었다. 열차 운행은 다음날부터 시작되었다. 1945년 4월에는 제2차 세계 대전으로 인하여 S반 영업이 중단되었고, 1945년 5월 2일 란트베어 운하 폭파로 인하여 역이 완전히 침수되었다. 1945년 5월 25일부터 배수 작업이 시작되었고 1947년 말까지 터널 보수공사가 진행되었다. 1947년 11월 16일이 되어서야 여객 영업이 다시 시작되었다.
베를린 장벽 건설로 인하여 1961년 8월 13일부터 여객 영업을 다시 중단했고 유령역이 되었다. 지상 출입구는 폐쇄되었고, S반 승강장이었음을 알리는 표식도 제거되었다. 장벽이 해체된 이후에야 본격적인 개보수공사가 다시 시작될 수 있었다. 1990년 7월 2일 남북 S반선의 유령역 중 최초로 재개통되었다. 1991년 4월 2일부터 1992년 3월 1일까지는 개보수공사로 인하여 영업이 다시 중단되었다.
2002년에는 북부 출입구에 엘리베이터가 설치되었다. 방화 설계 기준에 의하여 2010년에 추가 출입구 건설이 시작되어 2011년 9월에 완료되었다.
2016년 8월부터 1인 승무용 ZAT-FM이 도입되었다.

## 인접 철도역
베를린 노면전차 M1, M5, 12번과 환승 가능하다.
| 베를린 S반                            | 베를린 S반 | 베를린 S반                          |
| ------------------------------------- | ---------- | ----------------------------------- |
| 베를린 북역 오라니엔부르크 방면       | S1         | 프리드리히슈트라세 반제 방면        |
| 베를린 북역 베르나우 바이 베를린 방면 | S2         | 프리드리히슈트라세 블랑켄펠데 방면  |
| 베를린 북역 헤니히스도르프 방면       | S25        | 프리드리히슈트라세 텔토 슈타트 방면 |
| 베를린 북역 블랑켄부르크 방면         | S26        | 프리드리히슈트라세 텔토 슈타트 방면 |